# Джеронимо: Една американска легенда
„Джеронимо: Една американска легенда“ (на английски: Geronimo: An American Legend) е американски филм от 1993 година, исторически уестърн на режисьора Уолтър Хил по сценарий на Джон Милиус и Лари Грос.
Сюжетът е базиран на реални исторически събития – опитите на американската армия да залови вожда на апачите Джеронимо, приключили с успех през 1886 година. Главните роли се изпълняват от Уес Стъди, Джейсън Патрик, Мат Деймън, Робърт Дювал, Джийн Хекман.
„Джеронимо: Една американска легенда“ е номиниран за награда „Оскар“ за озвучаване.